# José Gorostiza
José María Gorostiza Alcalá (* 10. November 1901 in San Juan Bautista, heute Villahermosa, Tabasco, Mexiko; † 16. März 1973 in Mexiko-Stadt) war ein mexikanischer Dichter und Diplomat. Er gehörte von 1928 bis 1931 zur Dichtergruppe der Contemporáneos und wurde 1954 zum Mitglied der Mexikanischen Akademie der Sprache gewählt.

## Leben
Sein Bruder war der Dramaturg Celestino Gorostiza. José María Gorostiza Alcalá besuchte die Schule in Querétaro und Aguascalientes anschließend die Escuela Nacional Preparatoria (Mexiko) in Mexiko-Stadt und das Colegio Francés de Mascarones. 1925 verfasste er seinen ersten Gedichtband. Er hielt einen Abschluss der Universidad Nacional Autónoma de México (UNAM). 1929 war er Professor für Literatur an der UNAM. 1932 erhielt er eine Professur für jüngere Geschichte an der Escuela Normal Superior: 1927 war er im Sold eines Kanzlers erster Klasse an der Botschaft in London akkreditiert. Von 1932 bis 1935 wurde er in der Secretaría de Educación Pública beschäftigt. Von 1935 bis 1937 leitete der die Öffentlichkeitsarbeit der Secretaría de Relaciones Exteriores (SRE). 1937 war er im Sold eines Sekretärs dritter Klasse an der Botschaft in Kopenhagen akkreditiert. Von 1937 bis 1939 war er Privatsekretär des Außenministers Eduardo Hay. Von 1939 bis 1940 war er im Sold eines Sekretärs erster Klasse an der Botschaft in Rom akkreditiert. Von 1940 bis 1944 war er an der Botschaft in Havanna akkreditiert, wo er 1942 zum Cosejero befördert wurde. 1944 leitete er die Abteilung Politik in der SRE und war 1945 Rat in der Delegation zur Gründungskonferenz der Vereinten Nationen in San Francisco, auch bei der ersten Sitzung der Vereinten Nationen 1946 in New York war er dabei. 1947 war er Delegierter zu Konferenz von Rio de Janeiro, 1948 Delegierter zur interamerikanischen Konferenz in Bogota. Von 1950 bis 1951 war er Botschafter in den Niederlanden und Griechenland. Von 1951 bis 1953 war er Nachrück-Vertreter Mexikos für Luis Padilla Nervo auf dem wechselnden Sitz im Sicherheitsrat der Vereinten Nationen. 1964 war er Staatssekretär in der SRE. Von 1965 bis 1970 leitete er die Comisión Nacional de Energía Nuclear (CNEN).

## Auszeichnungen
- 1956: Großes Verdienstkreuz mit Stern und Schulterband der Bundesrepublik Deutschland
- 1958: Großes Silbernes Ehrenzeichen am Bande für Verdienste um die Republik Österreich[3]
- 1968: Premio Nacional de Ciencias y Artes (Mexiko)

## Werke und Ausgaben
- Canciones para cantar en las barcas, 1925
- Muerte sin fin, 1939
- Poesía: Notas sobre poesia und Del Poema Frustrado, 1964
- Prosa, Essays, 1969

| Vorgänger                    | Amt                                                                       | Nachfolger             |
| ---------------------------- | ------------------------------------------------------------------------- | ---------------------- |
| Fernando González de la Loza | mexikanischer Botschafter in Den Haag 16. Februar 1950 bis 7. August 1951 | Eduardo Sánchez Torres |
| —                            | mexikanischer Botschafter in Athen 25. September 1950 bis 7. August 1951  | Ramón Beteta           |